# Team Stronach
Das Team Stronach für Österreich (Kurzform Team Stronach) war eine populistische politische Partei, die im September 2012 von dem Industriellen Frank Stronach gegründet wurde und durch Übertritte von Abgeordneten aus anderen Parteien sofort im Nationalrat vertreten war. Nach Wahlen im Frühjahr 2013 zog sie in drei Landtage und drei Landesregierungen in Österreich ein. Bei den Nationalratswahlen 2013 erreichte sie 5,7 % der Stimmen und erhielt damit elf Mandate. Sitz der Partei war Wien.
Am 27. Juni 2017 gab die Partei ihren Verzicht auf eine erneute Teilnahme bei der Nationalratswahl 2017 sowie ihre Selbstauflösung zum Jahresende bekannt.

## Programm
Ihr erstes ausführliches Parteiprogramm präsentierte die Partei im April 2013. Zunächst war bei der Gründung ein 30 Seiten starkes „Grundsatzprogramm“ veröffentlicht worden, in dem unter anderem eine Verwaltungsreform gefordert wurde, die den „Abbau von Doppelgleisigkeiten“ sowie eine einfachere Struktur der öffentlichen Verwaltung insgesamt zum Ziel haben soll. So sollten etwa die derzeit 21 österreichischen Sozialversicherungen und Krankenkassen zusammengelegt werden. Im Bereich der Landesverteidigung sollte das jetzige Prinzip der Wehrpflicht durch das eines Berufsheeres mit jeweils zwei Jahre dienenden Zeitsoldaten ersetzt, der Zivildienst als zweijähriger Freiwilligendienst beibehalten werden. Der Euro in seiner heutigen Form sollte demnach durch ein System untereinander frei konvertierbarer „Nationaleuros“ ersetzt werden. In Bezug auf das Steuersystem wurde die Einführung einer Flat Tax („Fair tax“ genannt) gefordert, deren Steuersatz dann binnen fünf Jahren auf 25 % gesenkt werden könnte. Der Staatshaushalt sollte ausgeglichen gestaltet werden, neue Schulden wurden abgelehnt. Im Bereich Justiz wurde die Wiedereinführung der 2008 abgeschafften Untersuchungsrichter gefordert. Auch sollten allgemeine Studiengebühren (wieder) eingeführt werden, deren Höhe sich nach der Nachfrage der Wirtschaft richten sollte.

## Geschichte
Im August 2012 gab Stronach nach längeren Spekulationen bekannt, eine Partei gründen zu wollen, die bei der Nationalratswahl 2013 mit ihm als Spitzenkandidaten antreten soll. In den folgenden Wochen schlossen sich ihm die vier Abgeordneten zum Nationalrat Gerhard Köfer (SPÖ), Erich Tadler, Robert Lugar (beide parteilos, ehemals BZÖ) und Elisabeth Kaufmann-Bruckberger (BZÖ) sowie mehrere ehemalige Politiker an. Die Abgeordneten waren zunächst fraktionslos, da sich zur Gründung eines Parlamentsklubs fünf Abgeordnete „derselben wahlwerbenden Gruppe“ zusammenschließen müssen. In zahlreichen Meinungsumfragen wurde der Partei bereits vor ihrer Gründung der Einzug in den Nationalrat im Jahr 2013 prognostiziert. Am 25. September erlangte Team Stronach durch Hinterlegung der Parteistatuten offiziell Rechtspersönlichkeit. Zwei Tage später wurden ein „Grundsatzprogramm“ (siehe oben), das Team und ein Logo präsentiert. Im Oktober 2012 wechselten auch die BZÖ-Abgeordneten Christoph Hagen und Stefan Markowitz zum Team. Mit Markowitz trat der fünfte auf der BZÖ-Liste gewählte Abgeordnete ins Team Stronach über, woraufhin die Partei bekannt gab, den Klubstatus beantragen zu wollen. Dieser wurde ihr in der Nationalratssitzung des 8. November rückwirkend zum 30. Oktober 2012 gewährt. Im März 2013 wurde bekannt, dass auch Martina Schenk (BZÖ) zum TS wechselt. Elisabeth Kaufmann-Bruckberger und Gerhard Köfer legten dagegen mit ihrer Berufung in die niederösterreichische bzw. Kärntner Landesregierung ihre Mandate zurück, wodurch die Partei ab April 2013 wieder über genau fünf Mandate im Nationalrat verfügte.
Bei der Nationalratswahl am 29. September 2013 erreichte das Team Stronach 5,7 % der Wählerstimmen und zog mit 11 Mandataren in den Nationalrat ein. Das Ergebnis blieb deutlich unter den eigenen Erwartungen. Medial wurde das vor allem auf die Fernsehauftritte von Frank Stronach zurückgeführt. Unter anderem sorgte das Eintreten für die Wiedereinführung der Todesstrafe für Berufskiller für Aufregung. Über das Ergebnis enttäuscht, kündigte Stronach im Oktober 2013 seinen Rückzug aus der Politik an. Stronach legte Ende Jänner 2014 sein Nationalratsmandat zurück, es ging auf den Burgenländer Rouven Ertlschweiger über. Stronach hatte lediglich an zwei Sitzungen des Nationalrates teilgenommen.
Ende November 2014 lag das Team Stronach bei bundesweiten Wahlumfragen bei einem Prozent.
Im Juni 2015 wechselten die zwei Abgeordneten im Nationalrat Marcus Franz und Georg Vetter zur ÖVP. Im August 2015 wechselten zwei weitere Nationalratsabgeordnete, Kathrin Nachbaur und Rouven Ertlschweiger, vom Team Stronach in den ÖVP-Klub. Die Abgeordnete Jessi Lintl verließ ebenfalls im August 2015 das Team Stronach, blieb aber erst als fraktionslose Abgeordnete im Nationalrat um kurze Zeit später zur FPÖ zu wechseln.
Am 3. Juni 2016 gab Frank Stronach bekannt, aus Altersgründen bei der nächsten Nationalratswahl nicht mehr antreten zu wollen. Auch sein Name würde bei dieser Wahl nicht mehr vorkommen. Als Obmann stände er aber bis zur Wahl weiterhin zur Verfügung. Klubobmann Robert Lugar kündigte an, dass die Partei unter neuen Namen bei den nächsten Nationalratswahlen antreten würde. Ende Juni 2017 gab der Parlamentsklub des Team Stronach jedoch bekannt, bei der Nationalratswahl im Oktober 2017 nicht mehr zu kandidieren. Die Partei sollte zum Jahresende 2017 aufgelöst werden. Anfang August 2017 traten Klubobmann Robert Lugar und die Abgeordnete Martina Schenk aus dem Team Stronach aus, womit die Partei nur noch über vier Abgeordnete verfügte und damit den Klubstatus im Parlament verlor. Schenk wechselte unmittelbar zur Freien Liste Österreich (FLÖ), Lugar wurde nur zwei Tage nach seinem Austritt aus dem Team Stronach von Heinz-Christian Strache als Kandidat für die FPÖ-Bundesliste für die Nationalratswahl 2017 präsentiert. Dies erregte einiges Aufsehen, hatte Strache Lugar doch 2012 mit einem "Einmal Verräter, immer Verräter" abgestempelt, nachdem dieser als ehemaliger FPÖ-Funktionär mit seinem Wechsel zum Team Stronach zum wiederholten Male die Partei gewechselt hatte.
Im September 2021 kaufte das Satireportal Die Tagespresse die nicht mehr verlängerte Domain des Team Stronach für einen Streich.

## Wahlen

### Landtagswahlen 2013
Bei den Landtagswahlen in Kärnten und Niederösterreich am 3. März 2013 stand die Partei erstmals zur Wahl. Als Spitzenkandidaten fungierten in Kärnten Gerhard Köfer und in Niederösterreich Frank Stronach selbst. In Kärnten erreichte sie dabei 11,3 % der Stimmen und somit vier Sitze im Kärntner Landtag und einen in der (mittels Proporz gebildeten) Landesregierung, in Niederösterreich 9,8 %, fünf Sitze im Niederösterreichischen Landtag sowie ebenfalls einen in der Landesregierung. Bei der Landtagswahl in Tirol am 28. April, bei der Hans-Peter Mayr Spitzenkandidat war, erreichte sie 3,4 % und verpasste damit den Einzug in den Landtag. Bei den Salzburger Landtagswahlen am 5. Mai bekam das Team mit Spitzenkandidat Hans Mayr 8,3 % der Stimmen, was drei Mandaten im Salzburger Landtag entspricht. 

### Nationalratswahl 2013
Das Team Stronach trat auch bei der Nationalratswahl 2013 an. Während es in den Umfragen zur Nationalratswahl bis zum Sommer 2013 kontinuierlich zwischen 8 und 12 % gelegen war, blieb es bei der Wahl am 29. September 2013 mit 5,7 % und 11 Mandaten deutlich unter den eigenen Erwartungen. Medial wurde das vor allem auf die Fernsehauftritte von Frank Stronach zurückgeführt, der sich dabei zerstreut und auch in wesentlichen Punkten ahnungslos zeigte. Die Vier-Prozent-Hürde wurde aber dennoch übersprungen und die Partei zog somit in den Nationalrat ein.

Die Wahlkampfkosten des Team Stronach betrugen rund 13,5 Mio. Euro, erlaubt waren sieben Millionen Euro. Für die Überschreitung drohte dem Team Stronach eine Strafe von bis zu 1,1 Mio. Euro. Bei 268.679 Wählern entspricht das 50,2 Euro pro Stimme, das Team Stronach gab somit pro Stimme um rund 40 Euro mehr aus als alle anderen wahlwerbenden Parteien, deren Kosten zwischen 5,8 und 10,7 Euro pro Stimme betrugen. Auch ÖVP und SPÖ überzogen die Wahlkampfkosten, die ÖVP um vier Millionen Euro, die SPÖ um 326.000 Euro.

### Wahlen 2014
Bei den Salzburger Gemeinderatswahlen 2014 trat das Team Stronach in fünf Gemeinden an, wobei es auf den Wahlzetteln nach dem Muster Team *Gemeindename* zu finden war. In Seekirchen trat es unter der Bezeichnung Freie Wähler Seekirchen an und schaffte mit 11 Prozent und drei Kandidaten den Einzug in den Gemeinderat.
Im April 2014 kündigte das Team Stronach an, bei der Wahl zum Europäischen Parlament im Mai 2014 sowie bei den Landtagswahlen in Vorarlberg im Herbst 2014 nicht anzutreten.

### Wahlen 2015
Am 17. Dezember 2014 kündigte das Team Stronach an, bei der Gemeinderatswahl in Niederösterreich am 25. Jänner 2015 in keiner der 570 Gemeinden anzutreten. Bei den Gemeinderats- und Bürgermeisterwahlen in Kärnten 2015 kandidierte das Team Stronach in fünf Gemeinden als eigenständige Liste und in drei weiteren Gemeinden in Kooperation mit Namenslisten. 
Bei der Landtagswahl in der Steiermark 2015 erreichte das Team Stronach 1,74 Prozent der Stimmen. Als Spitzenkandidat war ursprünglich Wolfgang Auer vorgesehen, der jedoch durch Josef Kaltenegger ersetzt wurde, was Auer aus der Pressemeldung erfuhr.
Bei der Landtagswahl im Burgenland 2015 trat das Team Stronach gemeinsam mit der 2010 in den Landtag eingezogenen Liste Burgenland unter dem Namen Bündnis Liste Burgenland an, das Bündnis erreichte 4,82 Prozent der Stimmen und zog wieder in den Landtag ein.
Bei der Landtagswahl in Oberösterreich 2015 am 27. September trat das Team Stronach nicht an, die Landespartei Oberösterreich wurde Ende August 2015 aufgelöst.
Im August 2015 gab das Team Stronach bekannt, zugunsten einer neuen parteiunabhängigen Liste auf eine Kandidatur bei der Landtags- und Gemeinderatswahl in Wien 2015 zu verzichten. Durch die Unterstützung von fünf Nationalratsabgeordneten, darunter TS-Klubobmann Robert Lugar, benötigte die neue Plattform keine Unterstützungsunterschriften. Auch das BZÖ unterstützte die Liste.

## Wählerschaft
Für den ORF hat Werner Beutelmeyer vom Market-Institut im Jahr 2013 den „typischen Stronach-Wähler“ skizziert. Er sei männlich, jüngeren bis mittleren Alters, mittleres Einkommen, Arbeiter, Facharbeiter oder Angestellter. Die jüngsten Ergebnisse rührten aus einer „Denkzettel-Mentalität“. Den Wähler störe es nicht, dass Inhalte und Programm noch fehlten.
Nach Untersuchung des Meinungsforschungsinstituts SORA haben bei der Nationalratswahl 2013 überdurchschnittlich viele Arbeiter und Selbständige das Team Stronach gewählt.

## Organisation
Obmann (Parteivorsitzender) des Teams war Frank Stronach, der gemäß Parteistatuten „die Partei alleine nach außen“ vertrat. Sein Stellvertreter war bis Oktober 2013 Robert Lugar. Von Oktober 2013 bis zu ihrem Rücktritt als Vize-Parteichefin im November 2014 hatte diese Funktion Kathrin Nachbaur inne. Von Februar bis Mai 2015 war Wolfgang Auer Vizeparteichef. Ein Nachfolger wurde nicht gewählt.
Klubobmann des „Parlamentsklubs Team Stronach“ war bis zur Wahl 2013 ebenfalls Robert Lugar, ab dem 29. Oktober 2013 war Kathrin Nachbaur Klubobfrau des Parlamentsklubs, geschäftsführende Klubobfrau war Waltraud Dietrich. Ab Februar 2015 führte Waltraud Dietrich den Parlamentsklub alleine. Am 4. August 2015 übernahm erneut Robert Lugar die Funktion des Klubobmannes. Klubdirektorin ist Christine Weber.
Zum „Team“ (gewissermaßen der Parteivorstand) gehörten neben Lugar und Dietrich auch Christoph Hagen, Martina Schenk, Leo Steinbichler, Ulla Weigerstorfer und Gerald Zelina.
Sämtliche Mitglieder gehörten eigenständigen Landesgruppen (Team Kärnten etc.) an. Die Bundespartei hatte ihren Sitz in der Reichsratsstraße 3 in Wien, unmittelbar hinter dem Parlamentsgebäude. Hier arbeiteten rund 30 Mitarbeiter.

### Bundesländer
In Kärnten war Gerhard Köfer seit März 2013 als Landesrat für Straßenbau und Fischerei Mitglied der Landesregierung Kaiser I. Im dortigen Landtag war das Team mit vier Abgeordneten vertreten. Klubobmann war Hartmut Prasch, die übrigen Mandate nahmen Isabella Theuermann, Siegfried Schalli und Alois Dolinar wahr. Seit Dezember 2014 trat das Team Stronach für Kärnten unter dem Namen Team Kärnten auf. Im Oktober 2016 erklärte das sich das Team Kärnten für unabhängig, nachdem es alle finanziellen Verbindlichkeiten an Gründer Frank Stronach zurückgezahlt hatte.
Spitzenkandidat bei der Tiroler Landtagswahl am 28. April 2013 war Hans-Peter Mayr, schaffte aber den Einzug in den Landtag nicht. Ende August 2015 wurde nach Auflösung der Landesgruppen in Tirol und Vorarlberg auch die oberösterreichische Landespartei geschlossen.
Bei den Salzburger Landtagswahlen im Mai 2013 war Hans Mayr Spitzenkandidat. Dieser war ab Juni 2013 Landesrat für Verkehr, Infrastruktur und Wohnbau in der Landesregierung Haslauer jun. I. Im Dezember 2015 kündigten ÖVP und Grüne an, die Koalition in der Landesregierung mit dem parteifreien Landesrat Hans Mayr, jedoch ohne das Team Stronach Salzburg fortzusetzen. Einziges Mitglied des Landtages war Klubobmann Helmut Naderer. Die beiden Abgeordneten Otto Konrad und Gabriele Fürhapter traten aus der Partei aus.
In Niederösterreich zog das Team Stronach 2013 als Wahlpartei Liste FRANK in den Landtag ein. Elisabeth Kaufmann-Bruckberger war von April 2013 bis April 2015 Landesrätin für Baurecht, Veranstaltungswesen, Asyl und Ausländerbeschäftigung in der Landesregierung Pröll VI. In dieser Funktion folgte ihr Tillmann Fuchs nach, verlor aber die Zuständigkeit für das Asylwesen. Als Klubobmann im Landtag, wo das Team Stronach mit fünf Abgeordneten vertreten war, fungiert kurze Zeit zu Beginn der Legislaturperiode und ab Juni 2013 Ernest Gabmann junior. Die weiteren Abgeordneten waren bzw. sind Walter Laki, Klubobmann von April bis Juni 2013, Gabriele Von Gimborn, Herbert Machacek und Walter Naderer. Aufgrund innerer Streitigkeiten spaltete sich Ende 2013 in der Liste FRANK von der Landesorganisation Team Stronach Niederösterreich das neue Team NÖ ab, dem Machacek, Gabmann und Naderer angehörten, Naderer verließ dieses im April 2015 und wurde fraktionsloser Abgeordneter.

### Finanzierung
Laut Parteivertretern sollen außer den Geldern des Gründers Frank Stronach keine Spenden angenommen werden. Die Partei solle dennoch finanziell gut aufgestellt werden, um „die stärkste Partei in Österreich“ zu werden. Bis Ende 2013 stellte Stronach der Partei laut Rechnungshof mittels Großspenden insgesamt 21.069.000 Euro zur Verfügung. Laut Medienberichten könnte Stronach die Partei mit bis zu 25 Millionen Euro fördern. Neben der Großspende von etwa 20 Millionen Euro gewährte Stronach der Partei auch ein Darlehen über gut 10 Millionen Euro, einen Teil davon hatte der Parteigründer der Partei erlassen.
Ab der Gewährung des Klubstatus erhielt das Team Stronach zudem die zugehörige Klubförderung des Nationalrats, für 2012 circa 1,4 Millionen Euro.